# Parazonio

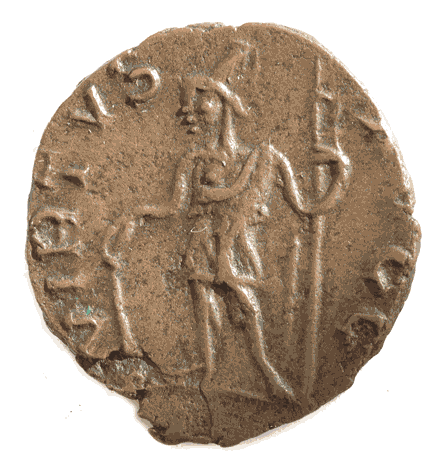
Una moneta raffigurante un parazonio

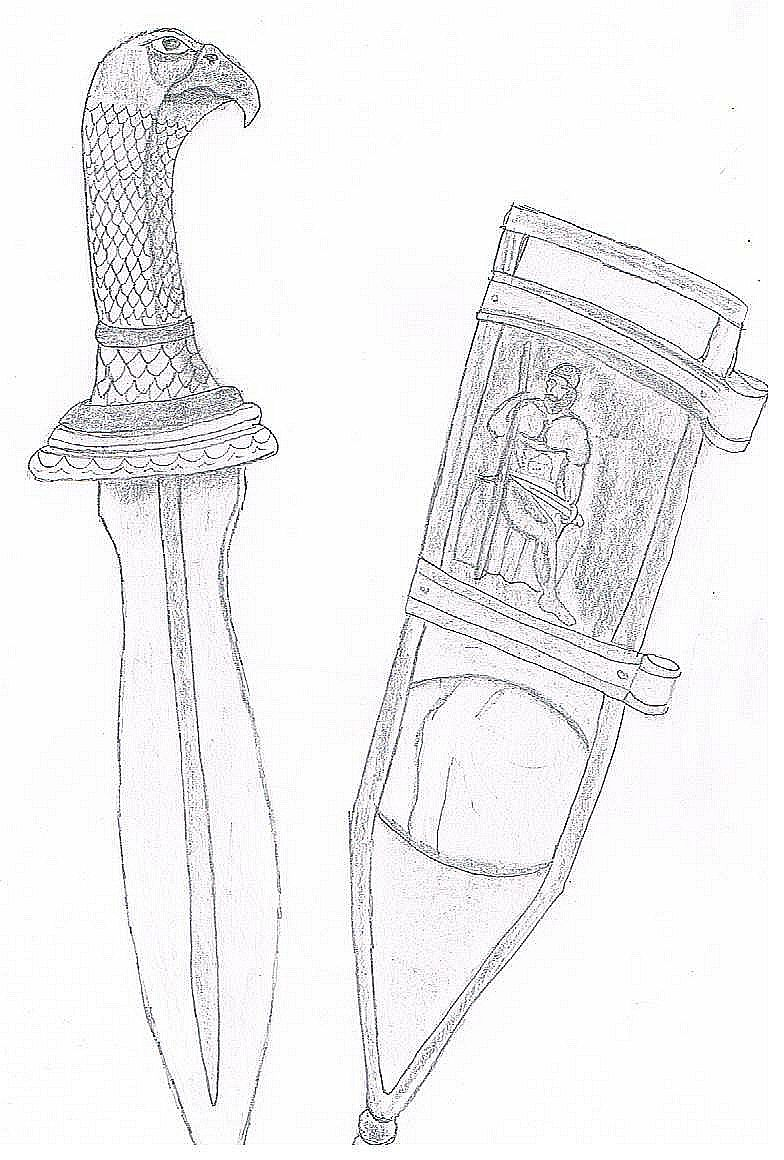
Disegno di un classico modello di parazonium romano

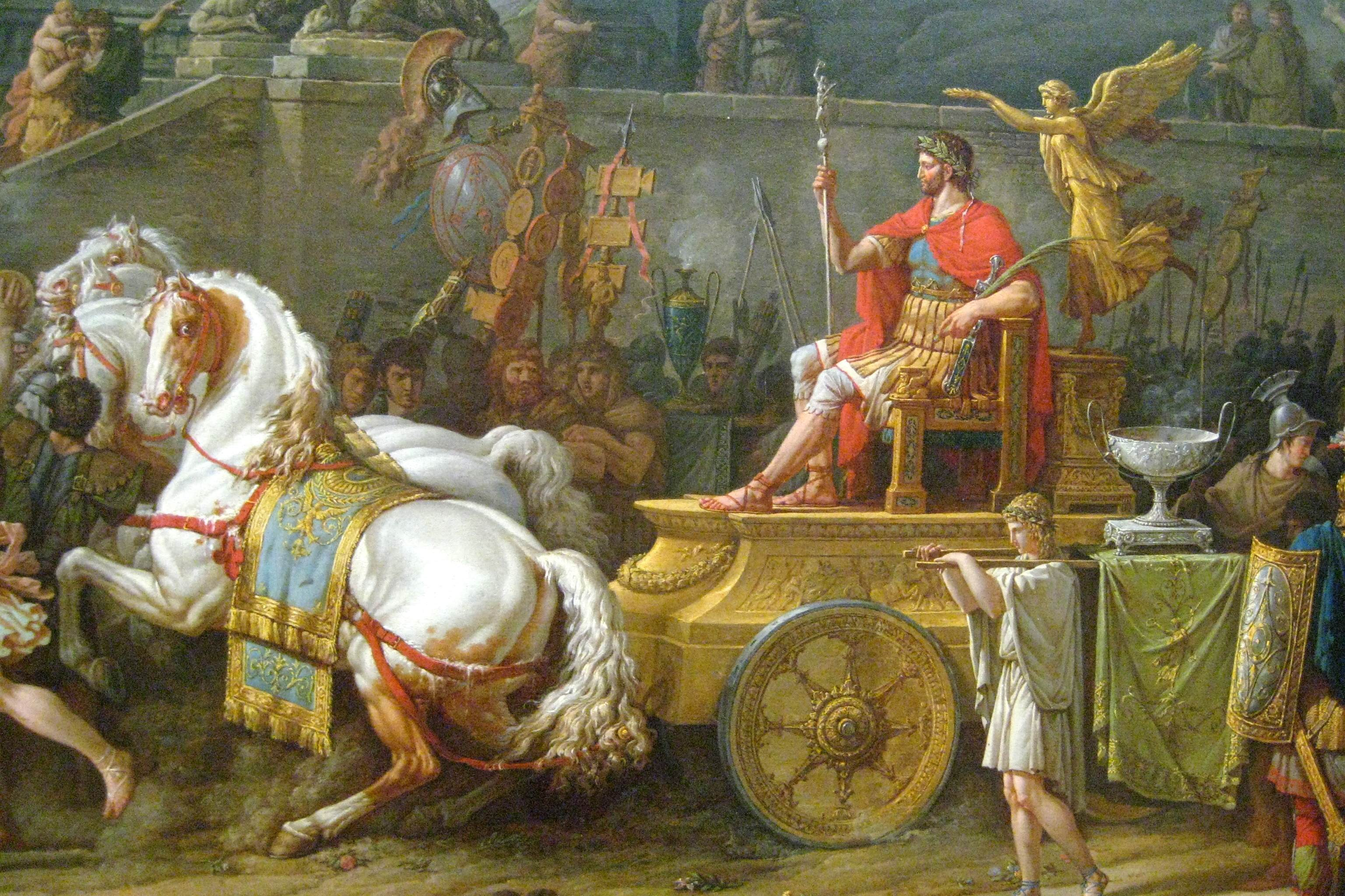
Il trionfatore con un parazonium

 Il parazonio (in latino parazonium, dal greco παραζώνιον, der. di παραζώνη, "cintura") è un'arma bianca manesca del tipo spada corta (daga con punta non acuminata portata dai latini come distinzione sociale, generalmente portata a sinistra). È frequente vederla su statue o monete dell'epoca che riproducono tribuni, ufficiali romani, dei (per esempio Marte) o eroi. Il nome deriva dalla cintura, distintivo dei tribuni romani, usata per attaccarvi l'arma. Per estensione il termine poi indicò l'arma stessa, cadendo in disuso verso la fine del Medioevo.
Il parazonium era lo stiletto in dotazione agli alti ufficiali (legati e anche lo stesso imperatore) delle legioni romane. Era spesso un vero oggetto di lusso e poteva essere riccamente decorato. La forma più comune di parazonium aveva la lama lunga tra i 15 ed i 19 cm ed il manico riccamente decorato, generalmente con una testa d'aquila come pomello. Il parazonium era poco utilizzato in battaglia e gli alti ufficiali, qualora fossero stati minacciati direttamente dal nemico, preferivano utilizzare il gladio.
Si ritiene che il parazonio possa aver dato origine alla cinquedea, daga di largo uso in Italia nel corso del Rinascimento.

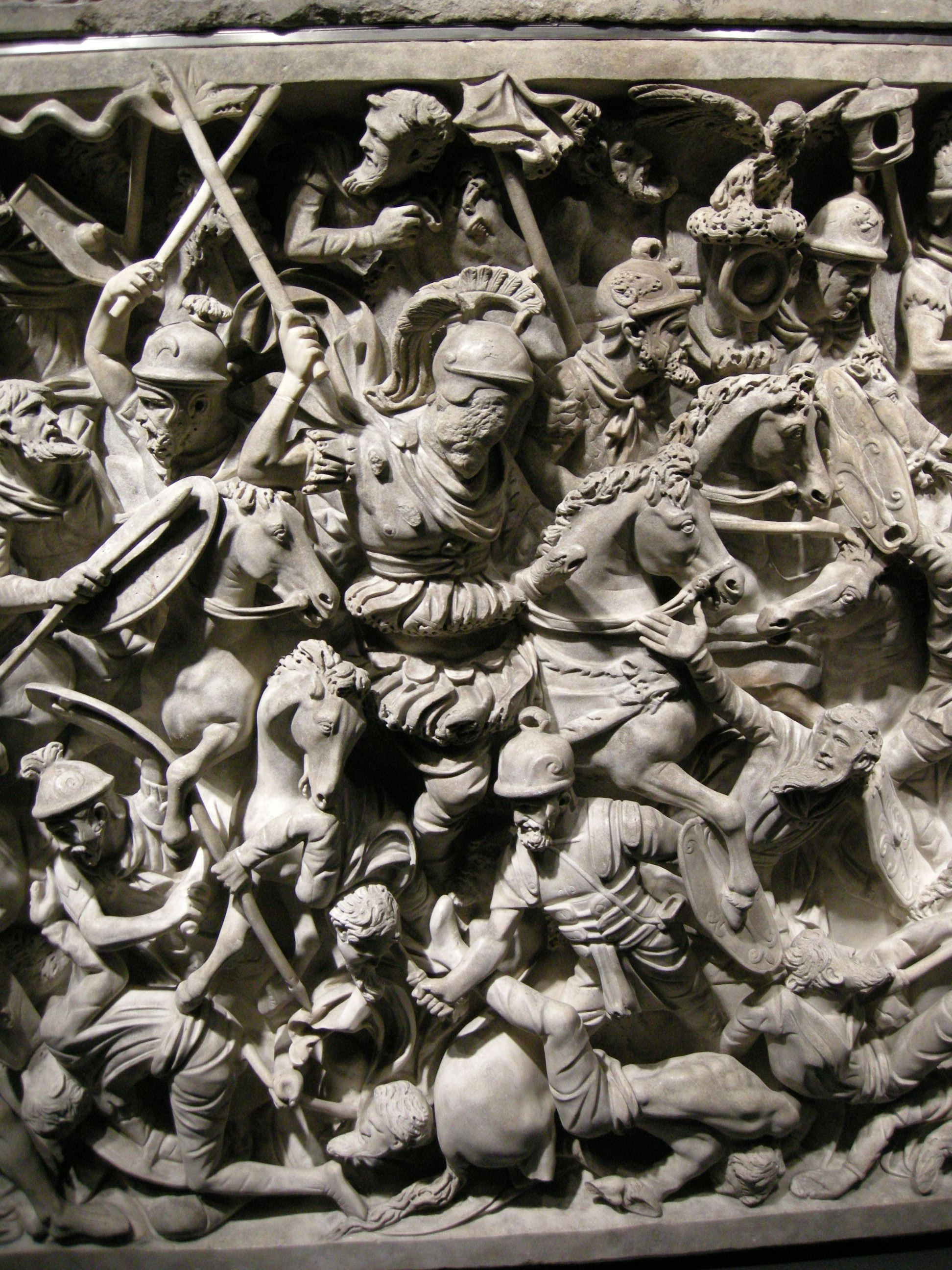
Il Legatus legionis della Legio III Augusta Aulo Giulio Popilio in battaglia. Il Parazonium viene portato dal generale al fianco sinistro. (Sarcofago di Portonaccio)

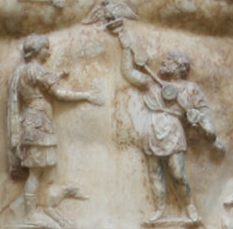
Dettaglio della corazza dell'imperatore Augusto (Augusto di Prima Porta). Sulla sinistra è rappresentato l'imperatore in tenuta militare con il parazonium nella mano sinistra.